# Calosoma discors
Calosoma discors är en skalbaggsart som beskrevs av Leconte 1857. Calosoma discors ingår i släktet Calosoma och familjen jordlöpare. Inga underarter finns listade i Catalogue of Life.